# گشادشدگی مویرگ‌ها
به افزایش بیش از حد قطر مویرگ‌های زیر سطح پوست، گشادشدگی مویرگ‌ها، مویرگ‌فراخی، یا تلانژکتازی (Telangiectasia) گفته می‌شود. گشادشدگی مویرگ‌ها باعث ایجاد تومورهای کوچک و سرخ‌فام پوست صورت و غیره می‌شود. رگ‌های گشاد شده به قطر نیم تا یک میلی‌متر در زیر پوست یا سطح مخاطی قرار دارند.

## بیماری‌زایی
این ضایعات در همه جای بدن می‌توانند دیده شوند به‌خصوص در صورت اطراف بینی و چانه؛ همچنین در ساق پا، بازوها و تنه نیز مشاهده می‌شوند. این ضایعات می‌توانند در سرخرگ‌ها، سیاهرگ‌ها یا مویرگ‌ها پدید آیند. ضایعات در کودکان و زنان شایع‌ترند.
تلانژکتازی صورت می‌تواند خودبخود ایجاد شده یا ناشی از مقادیر زیاد اشعه UV، بیماری کلاژن واسکولار، آکنه روزاسه، حاملگی، الکل یا تغییرات هورمون استروژن و مصرف کورتیکوستروئید موضعی دیده شود.
کودکان به‌طور مکرر دچار تلانژکتازی صورت می‌شوند که می‌تواند تا بزرگسالی نیز ادامه داشته باشد. تلانژکتازی اندام تحتانی بیشتر در خانم‌ها شایع است و ممکن است ژنتیکی یا در اثر حاملگی رخ می‌دهد.

## علل
این ضایعات می‌توانند علل ارثی یا غیر ارثی داشته باشند. علل ارثی مانند:
سندروم CREST یا اسکلرودرمی محدود
- نووس فلاموس Naevus flammeus
- سندرم Klippel-Trenaunay
- سندرم (Maffucci's syndrome (multiple endochondromas & hemangiomas
- سندرم اوسلر وبر رندو Hereditary hemorrhagic telangiectasia (Osler-Weber-Rendu syndrome)
- آتاکسی تلانژکتازی (Ataxia-telangiectasia) آتاکسی تلانژکتازی بیماری ارثی با ابتلا سیستم‌های مختلف است که به صورت اتوزومال مغلوب منتقل می‌شود و با تلانژکتازی در پوست و چشم، آتاکسی مخچه‌ای شدید، درجاتی از کمبود ایمنی و استعداد ابتلا به عفونت‌های ریوی و بدخیمی‌های لنفورتیکولر و تومورهای مغزی تظاهر می‌کند.[۶]
- سندرم استورج وبر (Sturge-Weber)

علل غیر ارثی مانند:
- سندرم کوشینگ
- واریس عروقی
- آکنه روزاسه
- سندرم کارسینوئید
- مصرف طولانی مدت استروئید موضعی
- اسکلرودرمی
- اسپایدر آنژیوما در بیماران کبدی، مصرف‌کنندگان قرص‌های استروژن و زنان باردار.

## درمان
- درمان اسکلروتراپی (Sclerotherapy) : به معنی تزریق مواد اسکلروزه‌کننده مانند %0.25 tetradecylsolfate به داخل عروق متسع.[۷][۸]
- استفاده از لیزر : مانند لیزر Nd:YAG1064nm.[۹]

دیده شده که اسکلروتراپی بهبودی سریعتری داشته‌است ولی از نظر کلینیکی هر دو روش باعث بهبودی این ضایعات شده‌است؛ ولی با انجام اسکلروتراپی درد، التهاب و قرمزی بافت بیشتر دیده شده و تیرگی پس از التهاب فقط با اسکلروتراپی دیده شده‌است.